# Vazby tkanin
Vazba tkaniny je způsob překřížení dvou soustav nití, navzájem na sebe kolmých, osnovy a útku. Místu překřížení těchto soustav se říká vazný bod a podle toho, která soustava je v tomto bodě na vrchu, rozlišujeme vazný bod osnovní a vazný bod útkový. 
Provázání nití po osnově i po útku, které se ve tkanině pravidelně opakuje a vytvoří určitou vazbu, se říká střída vazby. 

Na odborných textilních školách, učňovských a oděvních školách, se vazbám tkanin a s nimi spojeným odborným výpočtům, věnuje samostatný rozsáhlý předmět s názvem Vazby a rozbory tkanin.

## Druhy vazeb

Vzornice osnovního kepru

### Vazby základní
- plátno
- kepr
- atlas

### Vazby smíšené
Podle toho, které vazní body ve tkanině převládají, dělíme vazby na:
- osnovní (příklad na horním nákresu)
- útkové (příklad na dolním nákresu)

Vzornice útkového kepru

- oboulícní

## Kreslení vazeb
Vzájemné provázání osnovních a útkových nití se zakresluje na vzornicový (čtverečkovaný) papír. 
Ve vertikálním směru (zdola nahoru) čtverečky znázorňují provázání osnovních nití, v horizontálním (zleva doprava) pak provázání nití útkových. Každý čtvereček představuje jeden vazný bod, tj. místo, kde se kříží osnovní nit s útkovou. Osnovní vazné body jsou zakreslovány červeně, útkové vazné body zůstávají nevyplněny.
Střída se ve vzornici odlišuje černou barvou, po střídě vzor pokračuje červenou barvou. Pořadí nití v rozmezí střídy se na vzornici čísluje zleva doprava (osnovní nitě) a zdola nahoru (útkové nitě). Na vzornici se zakresluje lícní strana tkaniny.
Velikost střídy se vyjadřuje počtem osnovních nití krát počet útkových nití ve střídě. Zápis 4 × 4 znamená, že ve střídě jsou čtyři nitě osnovní a čtyři nitě útkové.
Technická vzornice obsahuje vedle nákresu vazby také schéma návodu nití do brda a do paprsku, závěsu listů, příp. karet pro listový stroj nebo dispozice pro vytloukání karet k žakárovému ústrojí apod.